# Novantinoe darlingtoni
Novantinoe darlingtoni là một loài bọ cánh cứng trong họ Cerambycidae.